# 3 mars 1900
Le samedi 3 mars 1900 est le 62e jour de l'année 1900.

## Naissances
- Edmond Beauchamp (mort le 3 juin 1985), acteur français
- Edna Best (morte le 18 septembre 1974), actrice britannique
- James Needles (mort le 22 juillet 1969), joueur de basket-ball américain
- Ruby Dandridge (morte le 17 octobre 1987), actrice américaine
- Wanda Wierzchleyska (morte le 14 janvier 2012), centenaire polonaise

## Décès
- Ludwig Purtscheller (né le 6 octobre 1849), alpiniste et enseignant

## Événements
- Afrique du Sud et Grande-Bretagne, politique : l'Allemagne rejette la proposition russe faite au mois de février 1900.